# Cryptocephalus ajeschae
Cryptocephalus ajeschae – gatunek z rzędu chrząszcza z rodziny stonkowatych
Gatunek ten został opisany w 2006 roku przez M. Schöllera.
Występuje endemicznie w Jemenie.